# 035型潜水艦
035型潜水艦（中国語: 035型潛艇）は、中国人民解放軍海軍の運用する攻撃型潜水艦の艦級。NATOコードネームは明王朝に因んで明型（英: Ming-class）。
ソ連の633型潜水艦（ロメオ型; 中国国産版は033型）をもとにした発展型であり、1971年から2002年にかけて22隻が就役した。建造が長期間に渡ったため、2回にわたって改設計が行われている。

## 設計
基本的には033型（ロメオ型）の設計にもとづいているが、水中速力向上のため、船体設計に微調整が施されているほか、主機関も強化されている。ロメオ型ではセイルの上部が前方に張り出していたのに対し、本型では下部が張り出しており、外見上の特徴となっている。
最初の2隻は1975年、3隻目は1982年に進水した。その後しばらく建造は途絶えたが、1988年ごろから035A/G型（明改-I型）として再開され、342号艦、352～354号艦、356～363号艦などが建造された。
また、後継となる039型（宋型）の開発難航に伴って、3番めの改良型にあたる035B型（明改-II型）として9隻（305～313号艦）が建造された。これらは艦体を2メートル延長するとともに、フリーフラッド・ホールの再設計などによって水中放射雑音の低減を図ったものであり（水中吸音材も後日装備）、1997年5月より就役を開始した。また、035B型ではDUUX-5（タレス社TSM-2255「フェネロン」）側面アレイ・ソナーを備えているほか、一部はAIP機関も搭載しているという推測もある。

## 運用
初期建造艦3隻のうち1隻は火災で失われている。2003年4月、361号艦が訓練中に事故を起こし、一酸化炭素中毒で乗員70名全員が死亡した。船体は回収され、翌年に現役復帰した。また2005年5月26日にも、本型のうち1隻が火災事故を起こして航行不能となり、曳航されて帰港している。
356号艦と357号艦についてはバングラデシュで再就役し2017年3月12日にSheikh Hasina首相が主宰する式典でBNS NabajatraとBNS Joyjatraと名付けられた。
ミャンマー海軍でも、中古艦1隻が「ミニエ・チョーティン（Minye Kyaw Htin）」として2021年12月に再就役している。